# Erebia clossi
Erebia clossi är en fjärilsart som beskrevs av Heinrich 1917. Erebia clossi ingår i släktet Erebia och familjen praktfjärilar. Inga underarter finns listade i Catalogue of Life.